# Syntakson
Syntakson – dowolna jednostka klasyfikacji fitosocjologicznej, odpowiednik taksonu w taksonomii zbiorowisk roślinnych. Syntaksonem jest konkretny zespół roślinności, związek, rząd i klasa zespołów. 
Przykłady syntaksonów:
- zespół Phragmitetum australis (Gams 1927) Schmale 1939 – szuwar trzcinowy
- związek Filipendulion ulmariae Segal 1966
- klasa Molinio-Arrhenatheretea R. Tx. 1937

Nazwę syntakson wprowadził do botanki Helmut Gams w 1918 r. Zasady nazewnictwa syntaksonów (nomenklatury syntaksonomicznej) określa Kodeks nomenklatury fitosocjologicznej.